# Fabio Fabene
Fabio Fabene (Roma, 12 marzo 1959) è un arcivescovo cattolico italiano, dal 5 giugno 2022 segretario del Dicastero delle cause dei santi.

## Biografia
Fabio Fabene è nato il 12 marzo 1959 a Roma.

### Formazione e ministero sacerdotale
Dopo aver frequentato il seminario minore della diocesi di Montefiascone, ha compiuto gli studi teologici presso il pontificio seminario regionale di Viterbo.
Ha ricevuto l'ordinazione sacerdotale il 26 maggio 1984, nella cattedrale di San Lorenzo a Viterbo, per imposizione delle mani di Luigi Boccadoro, vescovo di Montefiascone, Acquapendente, Viterbo e Tuscania, abate ordinario di San Martino al Cimino ed amministratore apostolico di Bagnoregio. Il giorno successivo ha concelebrato la sua prima messa con papa Giovanni Paolo II in visita nella città.
Ha conseguito successivamente il dottorato in diritto canonico presso la Pontificia Università Lateranense.
Ha esercitato il ministero di parroco di Santa Maria del Giglio a Montefiascone, ricoprendo anche l'incarico di cancelliere vescovile dal 1984 al 1998, e di insegnante di diritto canonico presso l'istituto teologico viterbese.
Dal 1º gennaio 1998 è stato a servizio della Congregazione per i vescovi e contemporaneamente ha svolto l'incarico di sostituto presso la segreteria del Collegio cardinalizio. Dal 1996 è stato giudice esterno del tribunale di prima istanza per le cause di nullità di matrimonio della regione Lazio, presso il tribunale ordinario della diocesi di Roma. È divenuto capo ufficio della Congregazione per i vescovi il 24 aprile 2010; l'11 gennaio 2012 è stato nominato prelato d'onore di Sua Santità da papa Benedetto XVI.
L'8 febbraio 2014 papa Francesco lo ha nominato sottosegretario del Sinodo dei vescovi; è succeduto a Fortunato Frezza, dimissionario nel settembre 2013.

### Ministero episcopale

Stemma vescovile.

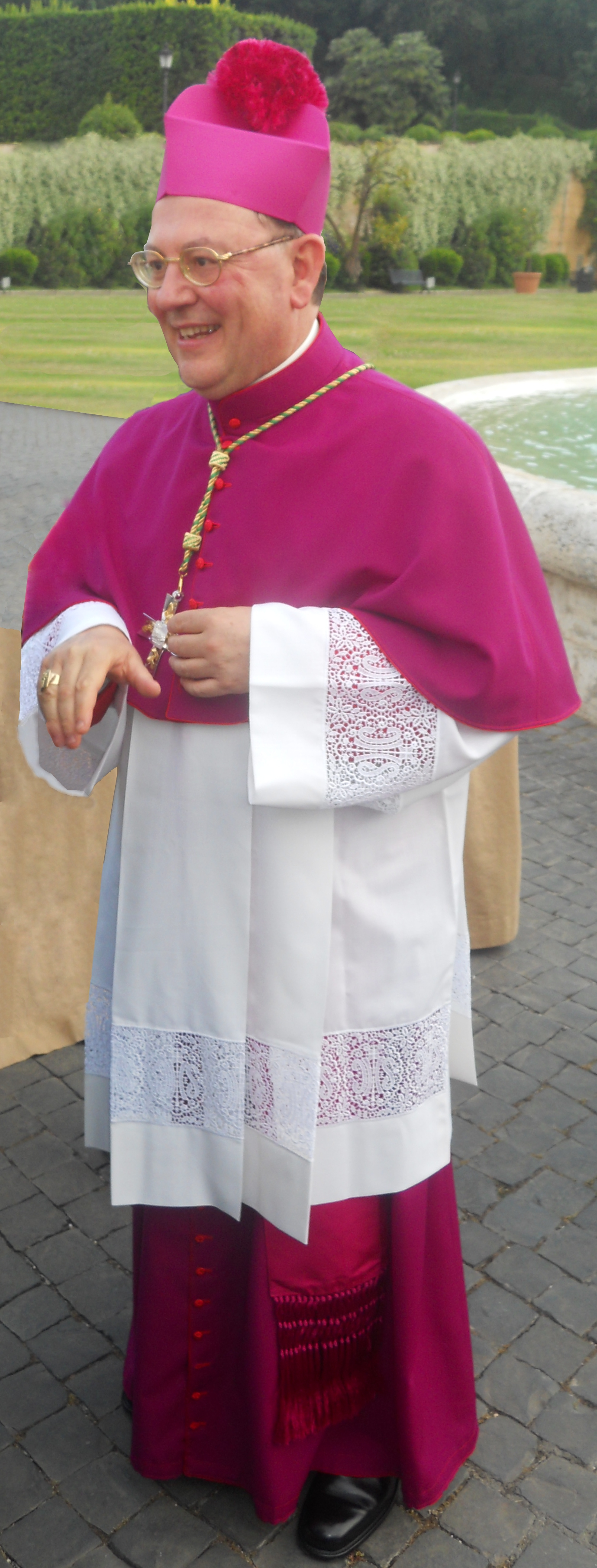
Mons. Fabene il giorno della sua ordinazione episcopale, il 30 maggio 2014.

L'8 aprile dello stesso anno papa Francesco lo ha elevato alla dignità episcopale, assegnandogli la sede titolare di Acquapendente. Ha ricevuto l'ordinazione episcopale il 30 maggio seguente, nella basilica di San Pietro in Vaticano, per imposizione delle mani dello stesso pontefice, assistito dai co-consacranti cardinali Giovanni Battista Re, prefetto emerito della Congregazione per i vescovi, e Lorenzo Baldisseri, segretario generale del Sinodo dei vescovi. Come suo motto episcopale ha scelto In communione gaudium, che tradotto vuol dire "Gioia nella comunione".
Il 28 febbraio 2017 è stato trasferito alla sede titolare di Montefiascone.
È postulatore della causa di beatificazione e canonizzazione del cardinale Marcantonio Barbarigo ed assistente ecclesiastico del Centro Italiano Femminile - C.I.F. di Roma.
Il 18 gennaio 2021 papa Francesco lo ha nominato segretario della Congregazione delle cause dei santi, elevandolo alla dignità di arcivescovo; è succeduto a Marcello Bartolucci, che aveva concluso il secondo mandato quinquennale il 29 dicembre 2020.

## Genealogia episcopale
La genealogia episcopale è:
- Cardinale Scipione Rebiba
- Cardinale Giulio Antonio Santori
- Cardinale Girolamo Bernerio, O.P.
- Arcivescovo Galeazzo Sanvitale
- Cardinale Ludovico Ludovisi
- Cardinale Luigi Caetani
- Cardinale Ulderico Carpegna
- Cardinale Paluzzo Paluzzi Altieri degli Albertoni
- Papa Benedetto XIII
- Papa Benedetto XIV
- Papa Clemente XIII
- Cardinale Bernardino Giraud
- Cardinale Alessandro Mattei
- Cardinale Pietro Francesco Galleffi
- Cardinale Giacomo Filippo Fransoni
- Cardinale Carlo Sacconi
- Cardinale Edward Henry Howard
- Cardinale Mariano Rampolla del Tindaro
- Cardinale Antonio Vico
- Arcivescovo Filippo Cortesi
- Arcivescovo Zenobio Lorenzo Guilland
- Vescovo Anunciado Serafini
- Cardinale Antonio Quarracino
- Papa Francesco
- Arcivescovo Fabio Fabene

## Opere
- Il munus regendi del vescovo diocesano (Can. 392) e l'opera del cardinale Marco Antonio Barbarigo: Vescovo di Montefiascone e Corneto, Roma, Pontificia Università Lateranense, 1992, ISBN non esistente.
- Una divina storia d'amore : il cardinale Marco Antonio Barbarigo, vescovo di Montefiascone e Corneto (Tarquinia), Città del Vaticano, Libreria Editrice Vaticana, 2007, ISBN 978-88-209-7903-4.
- Un buon pastore: mons. Luigi Boccadoro vescovo di Viterbo, Città del Vaticano, Libreria Editrice Vaticana, 2008, ISBN 978-88-209-8048-1.
- Gesù Cristo volto del Natale. In cammino con le grandi antifone dell'Avvento, Città del Vaticano, Libreria Editrice Vaticana, 2010, ISBN 978-88-209-8464-9.
- Il presbitero, maestro di comunione, Milano, Ancora, 2010, ISBN 978-88-514-0748-3.
- Il vescovo maestro della fede, prefazione di Gerhard Ludwig Müller, Città del Vaticano, Libreria Editrice Vaticana, 2012, ISBN 978-88-209-8900-2.